# Colonia Santa Anita, Zacatecas
Colonia Santa Anita är en ort i Mexiko.   Den ligger i kommunen Fresnillo och delstaten Zacatecas, i den centrala delen av landet, 600 km nordväst om huvudstaden Mexico City. Colonia Santa Anita ligger 2 060 meter över havet och antalet invånare är 518.
Terrängen runt Colonia Santa Anita är en högslätt. Runt Colonia Santa Anita är det ganska glesbefolkat, med 38 invånare per kvadratkilometer. Närmaste större samhälle är Fresnillo, 11,9 km väster om Colonia Santa Anita. Omgivningarna runt Colonia Santa Anita är i huvudsak ett öppet busklandskap.